# 絵本太閤記

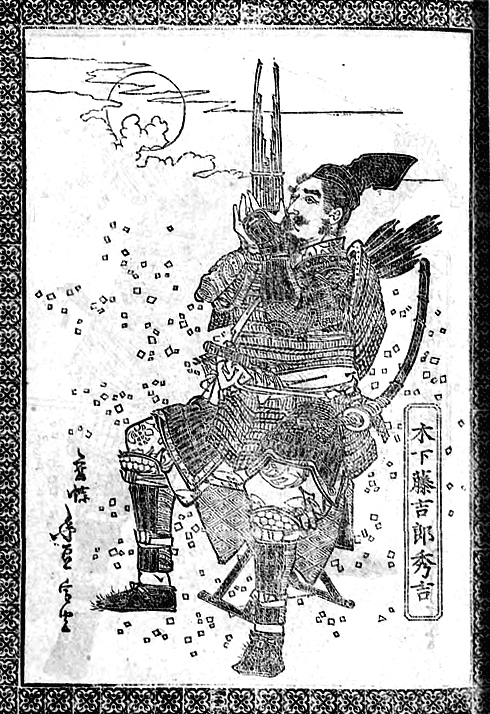
「木下藤吉郞秀吉」
----
『絵本太閤記』巻一冒頭の挿絵、
法橋岡田玉山 画

『絵本太閤記』（えほん たいこうき、旧字体：繪本〜）は、江戸時代中期に書かれた読本（よみほん）。豊臣秀吉の生涯を描いた講談をもとに、武内確斎が文を著し、岡田玉山が挿絵を入れた。全7編84冊。

## 概要
本書は大坂の戯作者・武内確斎がやはり大坂の挿絵師・岡田玉山と組んで出版した一連の読本の一つで、寛政9年（1797年）に初編が刊行された。当初はこれで完結するつもりだったが、これが大評判となり、読者の要望に応えるかたちで、以後享和2年（1802年）まで5年間に7編84冊が刊行された。後半部分は読本『太閤真顕記』（別名『真書太閤記』）に依拠して書かれている。
また本作の人気に便乗して、寛政12年7月（1799年8月）には近松柳・近松湖水軒・近松千葉軒 合作による人形浄瑠璃『絵本太功記』が大坂豊竹座で初演、翌年11月（1800年12月）にはその歌舞伎版『恵宝太功記』（えほう たいこうき）が大坂角芝居中山座で初演され、いずれも大当たりをとった。
題名に冠した「絵本」は、本書が「読本」でありながら数多くの挿絵を前面に打ち出しており、さりとて「絵草紙」と呼ぶほど軽薄稚拙な物ではなく、むしろどの挿絵も時代考証に裏打ちされた精緻を極めたものだったことから、これをあえて「絵本」と言い表したものといわれている。その反面、今日秀吉の事績として伝わる逸話の多くは本作の潤色によるところが大きいと考えられている。
享保7年（1804年）には人々の先祖について虚説を書いたものは罰せられるという禁令が出ており、戦国時代を描いた読本等は仮名に改められていた。『絵本太閤記』は、当初登場人物はすべて実名であったが、その後仮名に改められている。しかし、文化元年（1804年）には版元が突如本書の絶版を命じられた。この禁制は寺社奉行であった脇坂安董の関与が指摘されており、文政7年（1824年）には『絵本太閤記』を所持していた人物が遠流になるなど厳しいものであった。しかし出版関係者にとっては『絵本太閤記』の出版は悲願であり、安政4年（1859年）に上方で『絵本豊臣勲功記』が発刊されたことを契機に、再刊の嘆願が行われた。安政6年（1859年）には再刊が認められているが、理由は明らかにされていない。また再刊の際に仮名であった人名は、江戸幕府の命令により実名に戻され、徳川家康のみは一部を墨塗りにする形で出版された。